# Copenhagen Open
Copenhagen Open var Danmarks største internationale tennisturnering for mænd. Turneringen startede i 1988 som en Challenger-turnering, men var fra 1991 til sin lukning i 2003 en ATP-turnering. Turneringen blev lukket af ATP, som ønskede at erstatte turneringen med mere lukrative turneringer andre steder i verden.
Turneringen fandt typisk sted i slutningen af februar måned og blev spillet indendørs i KB Hallen. 
I 1992 fik Kenneth Carlsen sit store gennembrud, da han spillede sig i kvartfinalen efter bl.a. sejr over Aleksandr Volkov (ATP 18). Ingen danskere nåede at vinde turneringen, men Kenneth Carlsen tabte i 1996 i finalen til Cédric Pioline.

## Vindere og finaleresultater
| 1988 | $ 50.000        | Derrick Rostagno    | Alex Antonitsch     | 6-3, 6-1        | Gilad Bloom / Wojtek Kowalski    |
| 1989 | $ 75.000        | Milan Šrejber       | Marc Rosset         | 7-5, 7-6        | Niklas Kulti / Magnus Larsson    |
| 1990 | Ingen turnering | Ingen turnering     | Ingen turnering     | Ingen turnering | Ingen turnering                  |
| 1991 | $ 125.000       | Jonas Svensson      | Anders Järryd       | 6-7, 6-2, 6-2   | Mark Woodforde / Todd Woodbridge |
| 1992 | $ 130.000       | Magnus Larsson      | Anders Järryd       | 6-4, 7-6        | Niklas Kulti / Magnus Larsson    |
| 1993 | $ 175.000       | Andrej Olhovskij    | Niklas Kulti        | 7-5, 3-6, 6-2   | David Adams / Andrej Olhovskij   |
| 1994 | $ 188.000       | Jevgenij Kafelnikov | Daniel Vacek        | 6-3, 7-5        | Martin Damm / Brett Steven       |
| 1995 | $ 203.000       | Martin Sinner       | Andrej Olhovskij    | 6-7, 7-6, 6-3   | Mark Keil / Peter Nyborg         |
| 1996 | $ 203.000       | Cédric Pioline      | Kenneth Carlsen     | 6-2, 7-6        | Libor Pimek / Byron Talbot       |
| 1997 | $ 203.000       | Thomas Johansson    | Martin Damm         | 6-4, 3-6, 6-2   | Andrej Olhovskij / Brett Steven  |
| 1998 | $ 210.000       | Magnus Gustafsson   | David Prinosil      | 3-6, 6-1, 6-1   | Tom Kempers / Menno Oosting      |
| 1999 | $ 210.000       | Magnus Gustafsson   | Fabrice Santoro     | 6-4, 6-1        | Maks Mirnyj / Andrej Olhovskij   |
| 2000 | $ 325.000       | Andreas Vinciguerra | Magnus Larsson      | 6-3, 7-6 (5)    | Martin Damm / David Prinosil     |
| 2001 | $ 350.000       | Tim Henman          | Andreas Vinciguerra | 6-3, 6-4        | Wayne Black / Kevin Ullyett      |
| 2002 | $ 400.000       | Lars Burgsmüller    | Olivier Rochus      | 6-3, 6-3        | Michael Kohlmann / Julian Knowle |
| 2003 | $ 400.000       | Karol Kučera        | Olivier Rochus      | 7-6 (4), 6-4    | Tomáš Cibulec / Pavel Vízner     |